# Hlasování o důvěře vládě
Hlasování o důvěře vládě je typické pro parlamentní režimy, kde se takto v praxi odráží princip odpovědnosti vlády vůči parlamentu.

## Typologie
Rozlišují se dva typy parlamentarismu: negativní a pozitivní. V zemích, kde funguje pozitivní parlamentarismus, platí presumpce nedůvěry. Jinak řečeno, vláda musí dokázat, že je většinou podporována. Někde ovšem hlasování o důvěře pro novou vládu neprobíhá. V takových státech funguje negativní parlamentarismus, platí presumpce důvěry a probíhá zde jen hlasování o nedůvěře vládě. Takovými zeměmi jsou například Velká Británie, Austrálie, Kanada, Švédsko, Norsko, Dánsko, Island, Faerské ostrovy, Finsko (do roku 2000), Rakousko, Řecko (do roku 1986) nebo Portugalsko (od roku 1976).
Když hlasování o důvěře probíhá, záleží i na tom, zda vládu musí podpořit absolutní, nebo prostá většina. Země, kde k vyjádření důvěry stačí prostá většina, jsou například Bulharsko, Česko, Estonsko, Finsko (od roku 2000), Irsko, Itálie, Izrael, Lotyšsko, Lucembursko, Polsko či Slovensko. Země, kde je potřeba absolutní většina, jsou například tyto: Maďarsko, Německo, Rakousko, Slovinsko, Belgie nebo Španělsko.
Dále se rozlišuje obligatorní a fakultativní hlasování o důvěře vládě. Obligatorní (povinné) hlasování se využívá, když nová vláda nastupuje k moci. V tomto případě je vláda povinna požádat o vyslovení důvěry. Ve druhém případě tak vláda činí, jen pokud to uzná za vhodné (například chce-li posílit svou legitimitu).
Hlasování o důvěře nemusí probíhat výlučně vůči celé vládě, ale může se vztahovat také například jen na funkci premiéra (Německo, Bulharsko, Slovinsko) nebo na vládní program (Litva, Portugalsko, Belgie).

## Historie hlasování v Česku

### Vývoj za první republiky
První československá vláda byla vládou nevolenou (sestavena již před vyhlášením samostatnosti). Vznikla na základě dohody několika mužů (T. G. Masaryk, Edvard Beneš a další) a opírala se o Národní radu. Nebyla však politicky odpovědná, protože neexistoval právní předpis, který by stanovoval orgán, před který by mohla vláda předstoupit s žádostí o vyslovení důvěry. Dne 13. listopadu 1918 byla vyhlášena prozatímní ústava, kterou bylo zřízeno Revoluční národní shromáždění. Tomuto byla vyjádřena odpovědnost vlády.
Prozatímní ústava, § 16: „Vláda jest odpovědna Národnímu shromáždění, které ji může za přítomnosti aspoň poloviny poslanců prostou většinou hlasů odvolati, což se stane vyslovením nedůvěry. Návrh na vyslovení nedůvěry musí býti podepsán nejméně jednou čtvrtinou poslanců a přikáže se nejprve výboru.“
V Prozatímní ústavě se ale nijak neupravovalo, co se má dít s odvolanou vládou, jak se bude volit nová, ani žádné lhůty. Institut vyslovení důvěry zde logicky nebyl zmíněn, jelikož Národní shromáždění vládu samo volilo. Během svého funkčního období vláda neměla možnost požádat o vyslovení důvěry či nedůvěry. Uplatněním druhé novely Prozatímní ústavy (23. května 1919) došlo ke změně způsobu ustavení vlády. Členové vlády byli jmenováni a propouštěni prezidentem a došlo ke změně hlasování o nedůvěře.
Po pádu první československé vlády byla zvolena nová vláda, o jejímž programu bylo hlasováno a byl přijat. Přijetí programu působilo jako potvrzení legitimity vlády (obdoba nynějšího hlasování o důvěře vlády).
Až nová Ústavní listina ČSR z roku 1920 vyjádřila politickou odpovědnost vlády i pomocí tzv. negativního parlamentarismu. Paragrafy č. 75 a 76 ústavní listiny z roku 1920 říkají: „Vláda je odpovědna Poslanecké sněmovně, která jí může vysloviti nedůvěru.. K usnesení je třeba přítomnosti nadpoloviční většiny poslanců, nadpoloviční většiny hlasů a hlasování podle jmen. Návrh na vyslovení nedůvěry musí býti podepsán nejméně sto poslanci a přikáže se výboru, který o něm podá zprávu nejdéle do osmi dnů.“
Vláda se stala odpovědnou Poslanecké sněmovně, pravomoc jmenovat a propouštět členy vlády zůstala prezidentovi.

### Hlasování v samostatné České republice
V České republice musí nově jmenovaná vláda do třiceti dnů od jejího jmenování zažádat Poslaneckou sněmovnu o vyslovení důvěry (případ obligatorního hlasování). Dále se hlasuje kdykoliv, když si o to vláda požádá (fakultativní hlasování). Výsledek hlasování rozhoduje o další existenci subjektu. Když je vládě vyslovena důvěra, může se ujmout vlády, jestliže nikoliv, je nucena podat demisi. Důvěra je vyslovena tehdy, když pro její vyslovení hlasuje nadpoloviční většina přítomných poslanců.
| Datum hlasování   | Vláda                       | Druh hlasování | Výsledek hlasování              |
| ----------------- | --------------------------- | -------------- | ------------------------------- |
| 14. července 1992 | první vláda Václava Klause  | obligatorní    | získala důvěru a ujala se vlády |
| 25. července 1996 | druhá vláda Václava Klause  | obligatorní    | získala důvěru a ujala se vlády |
| 10. června 1997   | druhá vláda Václava Klause  | fakultativní   | získala důvěru                  |
| 28. ledna 1998    | vláda Josefa Tošovského     | obligatorní    | získala důvěru a ujala se vlády |
| 19. srpna 1998    | vláda Miloše Zemana         | obligatorní    | získala důvěru a ujala se vlády |
| 7. srpna 2002     | vláda Vladimíra Špidly      | obligatorní    | získala důvěru a ujala se vlády |
| 11. března 2003   | vláda Vladimíra Špidly      | fakultativní   | získala důvěru                  |
| 24. srpna 2004    | vláda Stanislava Grosse     | obligatorní    | získala důvěru a ujala se vlády |
| 13. května 2005   | vláda Jiřího Paroubka       | obligatorní    | získala důvěru a ujala se vlády |
| 3. října 2006     | první vláda Mirka Topolánka | obligatorní    | nezískala důvěru, podala demisi |
| 19. ledna 2007    | druhá vláda Mirka Topolánka | obligatorní    | získala důvěru a ujala se vlády |
| 7. června 2009    | vláda Jana Fischera         | obligatorní    | získala důvěru a ujala se vlády |
| 10. srpna 2010    | vláda Petra Nečase          | obligatorní    | získala důvěru a ujala se vlády |
| 27. dubna 2012    | vláda Petra Nečase          | fakultativní   | získala důvěru                  |
| 7. srpna 2013     | vláda Jiřího Rusnoka        | obligatorní    | nezískala důvěru, podala demisi |
| 18. února 2014    | vláda Bohuslava Sobotky     | obligatorní    | získala důvěru a ujala se vlády |
| 16. ledna 2018    | první vláda Andreje Babiše  | obligatorní    | nezískala důvěru, podala demisi |
| 12. července 2018 | druhá vláda Andreje Babiše  | obligatorní    | získala důvěru a ujala se vlády |
| 13. ledna 2022    | vláda Petra Fialy           | obligatorní    | získala důvěru a ujala se vlády |

## Instituty vyslovení důvěry vládě

### Odpovědnost vlády Poslanecké sněmovně
Vláda je sestavena z premiéra (předsedy vlády), kterého jmenuje prezident republiky, a dalších členů vlády. Pokud je sestavená nová vláda, musí do 30 dnů požádat zákonodárce (Poslaneckou sněmovnu) o vyslovení důvěry. Pokud důvěra není vyslovena napoprvé, jmenuje prezident jiného premiéra. Jestliže ani této vládě není vyslovena důvěra, musí prezident jmenovat premiéra znovu, avšak na návrh předsedy Poslanecké sněmovny. Pokud ani tehdy není vládě udělena důvěra, má prezident pravomoc rozpustit samotnou sněmovnu.

### Žádost o vyslovení důvěry
Žádost může být podána kdykoliv. Nejčastěji do třiceti dnů od jmenování vlády, v dalším případě pokud vláda podává návrh důležitého zákona Poslanecké sněmovně, která v této situaci vysloví důvěru či nedůvěru vládě. Pokud je ovšem žádost o vyslovení důvěry zamítnuta, je vláda povinna podat demisi, a pokud tak neučiní, má prezident odpovědnost politicko-právní a může vládu sám odvolat. V neobvyklých případech je podána žádost o vyslovení důvěry, pokud někdo ze členů vlády učiní veřejně kontroverzní kroky nebo se účastní nějakého mediálního skandálu.

### Důsledky použití institutů
Důsledky jsou uvedeny v Ústavě ČR: „Vláda podá demisi, jestliže Poslanecká sněmovna zamítla její žádost o vyslovení důvěry nebo jestliže jí vyslovila nedůvěru.“
Pokud Poslanecká sněmovna zamítne žádost o vyslovení důvěry nebo vysloví nedůvěru, musí předseda Poslanecké sněmovny tuto skutečnost oznámit prezidentovi. Vláda má povinnost podat demisi, kterou prezident musí přijmout. Do doby než se zvolí vláda nová, má ta původní prozatímní výkon funkce se stejnými pravomocemi jako s vyslovenou důvěrou (kromě práva na podání žádosti o vyslovení důvěry).
Podle článku 68, odstavce 4 Ústavy ČR je možnost po podání demise sestavit dvě či tři nové vlády, které zažádají Poslaneckou sněmovnu o vyslovení důvěry.

### Hlasování
Samotné hlasování probíhá na zasedání Poslanecké sněmovny, která má zákonodárnou moc. Každého hlasování by se měl účastnit prezident republiky. Na rozdíl od hlasování o nedůvěře, kde musí souhlasit nadpoloviční většina všech poslanců, u hlasování o důvěře stačí souhlas nadpoloviční většiny přítomných poslanců (ovšem za podmínky, že zasedání se účastní alespoň 67 poslanců).